# Trillium decipiens
Trillium decipiens е вид пролетно-цъфтящо растение от семейство Melanthiaceae. Видът е световно застрашен, със статут Уязвим.

## Разпространение
Видът е разпространен в Съединените щати. Среща се предимно в близост до река Чатахучи в Алабама, Флорида и Джорджия.